# La Colle (chef amérindien)
Pour les articles homonymes, voir La Colle.
La Colle fut un chef amérindien de la nation Crie au cours du XVIIIe siècle.
La Colle fut un chef cri durant la période de 1736 à 1742. Il eut une influence importante sur les nations Sioux et Assiniboine.
Il fut un allié des Français durant la construction du fort Saint-Pierre, puis du fort Saint-Charles. Il leur permit de poursuivre l'exploration vers l'Ouest et d'élargir leur zone commerciale pour la traite de la fourrure. 
La Colle évita que la Nation Sioux affronte les Français jusqu'en 1741, date à laquelle le conflit éclata entre les Sioux et les Français. Cette guerre fit de nombreuses victimes parmi les Sioux comme le rapporta le missionnaire Claude-Godefroi Coquart qui fut témoin de ce conflit.